# Karl Heinrich Lottner
Karl Heinrich Lottner' (né le 31 juillet 1825 à Coblence et mort le 10 janvier 1897 à Bonn) est un avocat prussien et maire de Coblence de 1867 à 1888.

## Biographie
Lottner est le fils d'un capitaine d'artillerie et étudie le droit à Bonn. Il y est membre de la fraternité étudiante Corps Palatia Bonn. Il travaille comme assesseur et juge de paix au tribunal de district de Coblence. Il est ensuite juge de paix à Sarrelouis à partir de 1855, puis à Stromberg un an plus tard. Lottner est élu à la fonction de maire de Coblence par le conseil municipal le 26 juin 1867. Le 12 août 1868, il reçoit le titre de maire. En raison de la maladie et de son âge avancé, il démissionne le 29 novembre 1887, mais continue d'assumer ses fonctions jusqu'à ce que son successeur Emil Schüller (de) prenne la relève le 16 avril 1888. Lottner s'installe ensuite à Bonn où il meurt en 1897 et est enterré au grand cimetière de Coblence, dans le carré 15, qui est réaménagé au cours d'un mandat. Non loin de sa tombe, une pierre commémorative rappelle le souvenir de Lottner.

## Maire de Coblence
L'un des premiers actes officiels de Lottner est l'achat du théâtre le 10 octobre 1867 pour 25 700 thalers. Le 8 mars 1871, il achète l'hôpital de Kastorstrasse. En 1874, lors du Kulturkampf, Lottner s'engage en faveur de l'association de lecture catholique, qui a été interdite auparavant par le directeur de la police. La situation du logement dans la ville l'inquiète. Coblence est l'une des villes les plus peuplées de Prusse. La raison en est que les fortifications empêchent toute extension de la ville et que la Prusse refuse d'abandonner les installations. L'approvisionnement en eau potable est également très mauvais. La qualité de l'eau des 34 fontaines publiques est catastrophique. Seule une partie de la population de Coblence est approvisionnée par l'eau de source de meilleure qualité de Metternich, qui arrive à Coblence depuis 1786 via la conduite d'eau potable du prince-électeur (de). C'est pourquoi Lottner fait construire en 1886 une station d'eau (de) à Oberwerth, qui alimente la ville en eau filtrée sur berge.
L'ouverture du pont ferroviaire de Güls (de) (1878) et du pont ferroviaire d'Horchheim (de) (1879) ainsi que de la gare de la Moselle le 1er mai 1879 sont inaugurés également sous son mandat. Dans le même temps, la ligne de la Moselle est ouverte dans le cadre de la ligne des canons Berlin-Metz. À la fin de son mandat, Coblence est détachée de l'arrondissement de Coblence (de) le 1er octobre 1887 et déclarée ville indépendante.